# Lady Time
Lady Time (с англ. — «Время для леди») — сорок шестой студийный альбом американской джазовой певицы Эллы Фицджеральд, записанный в 1978 году на лейбле Pablo Records. Пластинка примечательна тем, что при записи использовалось непривычное сочетание музыкальных инструментов — электрооргана (Джеки Дэвис) и барабанов (Луи Беллсон).

## Список композиций
| №                   | Название                     | Текст песни         | Музыка                       | Длительность |
| ------------------- | ---------------------------- | ------------------- | ---------------------------- | ------------ |
| 1.                  | «I’m Walkin’»                | Фэтс Домино         | Дэйв Бартоломью              | 4:04         |
| 2.                  | «All or Nothing at All»      | Артур Альтман       | Джек Лоуренс                 | 5:05         |
| 3.                  | «I Never Had a Chance»       | Ирвинг Берлин       | Ирвинг Берлин                | 4:49         |
| 4.                  | «I Cried for You»            | Артур Фрид          | Гас Арнхейм, Эйб Лаймен      | 2:45         |
| 5.                  | «What Will I Tell My Heart?» | Ирвинг Гордон       | Джек Лоуренс                 | 2:22         |
| 6.                  | «Since I Fell for You»       | Бадди Джонсон       | Бадди Джонсон                | 4:41         |
| 7.                  | «And the Angels Sing»        | Джонни Мёрсер       | Зигги Элман                  | 3:35         |
| 8.                  | «Confessin’»                 | Эл Нейбург          | Док Догерти, Эллис Рейнольдс | 4:07         |
| 9.                  | «Mack the Knife»             | Бертольт Брехт      | Курт Вайль                   | 4:24         |
| 10.                 | «That’s My Desire»           | Кэрролл Лавдей      | Хелми Креса                  | 4:02         |
| 11.                 | «I’m in the Mood for Love»   | Дороти Филдс        | Джимми Макхью                | 3:43         |
| Общая длительность: | Общая длительность:          | Общая длительность: | Общая длительность:          | 43:37        |

## Участники записи
- Элла Фицджеральд — вокал.
- Джеки Дэвис — орган.
- Луи Беллсон — барабаны.